# أوريول باولي
أوريول باولي (بالإسبانية: Oriol Paulí)‏ مواليد 20 مايو 1994 في جرندة، هو لاعب كرة سلة محترف إسباني بدأ مسيرته الاحترافية في سنة 2011 يلعب مع فريق سي بي غران كناريا في الدوري الإسباني لكرة السلة ويحمل الرقم 21. يبلغ طوله 6 قدم 7 بوصة (2.0 م).

## روابط خارجية
- أوريول باولي على موقع الاتحاد الدولي لكرة السلة (الإنجليزية)
- أوريول باولي على موقع الدوري الأوروبي لكرة السلة (الإنجليزية)
- أوريول باولي على موقع الدوري الإسباني لكرة السلة (الإسبانية)
- أوريول باولي على موقع كرة السلة الأوروبية.كوم (الإنجليزية)
- أوريول باولي على موقع ريلجم (الإنجليزية)
- أوريول باولي على موقع بروبوليرز (الإنجليزية)
- أوريول باولي على موقع سبورتس رفرنس (الإنجليزية)